# Пођо Катино
Пођо Катино (итал. Poggio Catino) је насеље у Италији у округу Ријети, региону Лацио.
Према процени из 2011. у насељу је живело 637 становника. Насеље се налази на надморској висини од 527 м.

## Становништво
Према резултатима пописа становништва 2011. у општини је живело 1.335 становника.
| 1931. | 1936. | 1951. | 1961. | 1971. | 1981. | 1991. | 2001. | 2011. |
| ----- | ----- | ----- | ----- | ----- | ----- | ----- | ----- | ----- |
| 1.345 | 1.359 | 1.409 | 1.185 | 1.002 | 1.023 | 1.103 | 1.220 | 1.335 |